# 강철의 연금술사: 미로스의 성스러운 별
강철의 연금술사 : 미로스의 성스러운 별(鋼の錬金術師　嘆きの丘（ミロス）の聖なる星, Fullmetal Alchemist)은 일본에서 제작된 무라타 카즈야 감독의 2011년 애니메이션, 액션, 판타지, 모험 영화이다. 박로미 등이 주연으로 출연하였다.

## 출연

### 주연
- 박로미
- 쿠기미야 리에

### 조연
- 사카모토 마아야
- 모리카와 토시유키
- 타마가와 사키코
- 타카모토 메구미
- 미키 신이치로
- 오리카사 후미코